# Axel Danckwardt-Lillieström
Erik Gustaf Axel Danckwardt-Lillieström(i riksdagen kallad Danckwardt-Lillieström i Solberga), född 8 september 1839 i Västermo församling, Södermanlands län, död 19 januari 1920 i Sya församling, Östergötlands län, var en svensk godsägare och riksdagsman.

## Biografi
Axel Danckwardt-Lillieström föddes 1839 på Värhulta i Västermo socken. Han var son till Claes Anders Danckwardt-Lillieström och Anna Elisabet Åstedt. Danckwardt-Lillieström blev 1859 student vid Uppsala universitet och blev 1866 ordförande i Vitolka härads sparbank och pupillkassa. Från 1879 till 1886 var han ledamot i direktionen över Vadstena hospital och från 1884 till 1899 var han ledamot i Östergötlands läns hushållningssällskaps förvaltningsutskott. Danckwardt-Lillieström utnämndes 6 juni 1911 till RNO och avled 1920 på Solberga i Sya socken.
Danckwardt-Lillieström var ägare till Solberga säteri i Veta socken, Östergötland. Som politiker var han ledamot av Ridderskapet och adeln vid den sista ståndsriksdagen 1865/66. Efter representationsreformen var han ledamot av riksdagens första kammare 1899-1903 för Östergötlands läns valkrets. Danckwardt-Lillieström avsade sig sitt mandat efter 1903 års riksdag och till hans ersättare valdes friherre Johan Beck-Friis.

### Egendom
Danckwardt-Lillieström ägde Solberga i Sya socken och Sörby fideikommissegendomar.

### Familj
Danckwardt-Lillieström gifte sig 16 november 1860 med Augusta Floderus (1839–1923), dotter till kronofogden Johan Floderus och Charlotta Lovisa Tillman. De fick tillsammans barnen förvaltaren Johan Danckwardt-Lillieström (1859–1910), Augusta Cecilia Elisabet Danckwardt-Lillieström (född 1861) som var gift med firektören Frans Vilhelm Schüllerqvist, förvaltaren Carl Axel Danckwardt-Lillieström (1863–1904), bryggaren Sam Danckwardt-Lillieström (1867–1901), Elsa Danckwardt-Lillieström (född 1869) som var gift med godsägaren Mårten Filip Tottie, Gurli Danckwardt-Lillieström (född 1870), Anna Göta Ulrika Danckwardt-Lillieström (född 1873), Carin Amalia Danckwardt-Lillieström (1876–1877), Anna Danckwardt-Lillieström (född 1877) som var gift med godsägaren Carl Anders Stuart och Nils Danckwardt-Lillieström (1878–1897).